# A Great Big World
A Great Big World is een Amerikaans muziekduo uit New York. De groep bestaat uit Ian Axel (zanger, schrijver, pianist) en Chad King (zanger-schrijver) en staat onder contract bij Epic Records (onderdeel van Sony Music). Het duo is vooral bekend door hun single This Is the New Year, die gespeeld werd in een aflevering van de televisieserie Glee. Hierdoor bracht de single het in mei 2013 tot de Billboard Mainstream Top 40. Daarnaast is A Great Big World bekend van hun internationale hit Say Something, die een duet met Christina Aguilera bevat.

## Carrière

### Begin
A Great Big World werd opgericht door Ian Axel en Chad King toen ze deelnamen aan The Steinhardt Music Program aan New York University, waar ze beiden studeerden. Axel haalde King ertoe over samen een nummer te schrijven. King stemde hiermee in toen hij Axel hoorde zingen. Ze schreven samen en traden samen op, voordat Axel begon aan een solocarrière waarin hij een album uitbracht dat nummers bevatte die allemaal samen met King geschreven waren.

### 2012: Glee en doorbraak
Het duo speelde in het voorprogramma van Ingrid Michaelson, Matthew Morrison (Glee) en Five for Fighting. Zelf brachten ze een ep met zes nummers uit. De ep werd gefinancierd door crowdfunding van de website Kickstarter.
In 2013 werd de single This Is the New Year uitgevoerd door de acteurs van Glee in een aflevering van de serie. De single werd daarnaast gebruikt door verschillende televisienetwerken en als thema voor MTV's I Used to Be Fat.

### 2013-heden: Is There Anybody Out There?
In 2013 tekende het duo een contract met Epic Records en brachten ze op 3 mei een ep uit met daarop drie nummers. Daarnaast kondigden ze een tournee aan die op de verschijningsdatum van hun ep zou beginnen.
Hun single Say something kwam uit op 3 september 2013. Dit nummer werd gebruikt in de finale van het programma So You Think You Can Dance op 10 september van dat jaar. Daarna werd het nummer nog een keer opgenomen, maar dit keer als een duet samen met Christina Aguilera. Deze versie verscheen op 4 november 2013 en bracht het tot de eerste pek in de hitlijst van iTunes.
A Great Big World en Aguilera gaven een liveoptreden in het televisieprogramma The Voice op NBC.
De video van Say Something kwam op 19 november uit op Vevo en hun debuutalbum Is There Anybody Out There? verscheen op 21 januari 2014. In november trad het duo op tijdens de American Music Awards met de tweede single Say Something samen met Aguilera.

## Discografie

### Albums
- Is There Anybody Out There? (2014)
- When the Morning Comes (2015)

### Hitlijsten
| Single met eventuele hitnotering(en) in de Nederlandse Top 40 | Datum van verschijnen | Datum van binnenkomst | Hoogste positie | Aantal weken | Opmerkingen |
| ------------------------------------------------------------- | --------------------- | --------------------- | --------------- | ------------ | ----------- |
| Say Something                                                 | 2013                  | 15-02-2014            | 19              | 11           |             |

| Single met hitnotering(en) in de Vlaamse Ultratop 50 | Datum van verschijnen | Datum van binnenkomst | Hoogste positie | Aantal weken | Opmerkingen |
| ---------------------------------------------------- | --------------------- | --------------------- | --------------- | ------------ | ----------- |
| Say Something                                        | 2014                  | 15-02-2014            | 1(2wk)          | 23*          | Goud        |